# IC 2009
IC 2009 ist eine irreguläre Galaxie vom Hubble-Typ IBm im Sternbild Eridanus am Südsternhimmel. Sie ist schätzungsweise 63 Millionen Lichtjahre von der Milchstraße entfernt und hat einen Durchmesser von etwa 35.000 Lj.

Im selben Himmelsareal befindet sich u. a. die Galaxie IC 2004.
Entdeckt wurde das Objekt am 6. Dezember 1899 vom US-amerikanischen Astronomen DeLisle Stewart.